# Huehueteotl

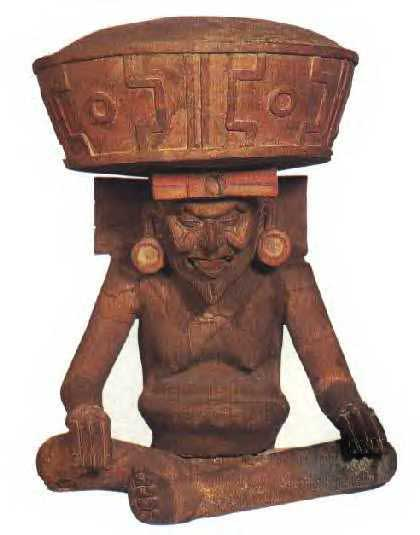
Statue Huehueteotls
Tijuana, Mexiko

Huehueteotl (Nahuatl: Alter alter Gott, Der betagte Gott) ist eine mittelamerikanische Gottheit, die in verschiedenen präkolumbianischen Kulturen als Gott des Feuers, der Herdes und des Nordens verehrt wurde. Zuweilen wird er auch Ueueteotl genannt. Möglicherweise haben die Azteken ihn von den Olmeken übernommen.

## Zuordnungen, Aussehen, Fundstätten
In der aztekischen Mythologie überlappt sich das Gottesbild Huehueteotls mit dem Xiuhtecuhtlis, sodass beide Namen an verschiedener Stelle, zum Beispiel im Codex Florentinus, als zwei Aspekte eines Gottes genannt werden: Xiuhtecuhtli-Huehueteotls. Huehueteotl wird jedoch typischerweise als alter und hinfälliger Mann dargestellt. Er hat ein faltiges Gesicht, einen zahnlosen Mund und trägt manchmal ein Kohlebecken, das mit Symbolen des Feuers geschmückt ist, während Xiuhtecuhtli (Der Herr des Türkises) kraftvoll und jugendlich erscheint sowie eine markante Assoziation mit Herrschaft und Kriegerstand aufweist. Bildnisse Huehueteotls wurden bei archäologischen Grabungen in ganz Mittelamerika verteilt gefunden. Zu nennen ist eine Abbildung auf einem Weihrauchgefäß in Puebla, das auf 500 vor Christus datiert werden konnte. Es entstand somit 2000 Jahre vor der Blüte der Aztekenkultur. Andere Fundstätten liegen am Golf von Mexiko, im Norden der Halbinsel Yucatan, in Ticoman, Cuicuilco und im guatemaltekischen Hochland. Dort ist vor allem Kaminaljuyú zu nennen.

## Huehueteotl aus der Sammlung Josef Müller

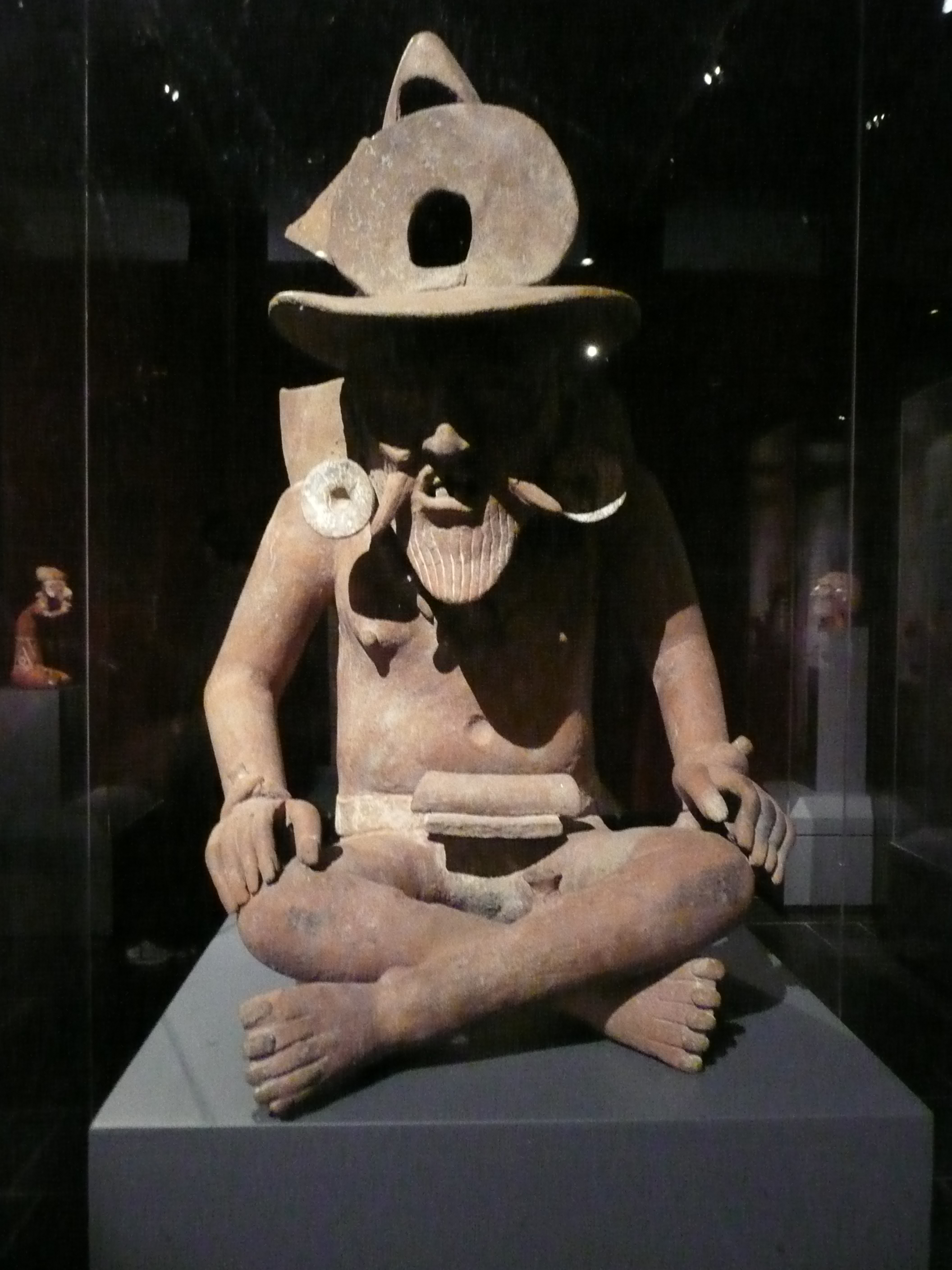
Huehuetéotl

Die Statue von Huehuetéotl stammt aus der Kultur von Veracruz an der Küste des Golf von Mexiko und gehört zur Präkolumbischen Kunst. Sie ist datiert auf „600 bis 900 Jahre nach Chr.“, geprüft durch eine Thermolumineszenzdatierung. Material ist braun-rote Keramik mit weißen Pigment-Ornamenten. Die Figur ist 58 cm hoch und 35 cm breit. In der Sammlung Mueller hatte das Objekt die Inventarnummer 507-18. 
Die Statue befand sich in der Galerie Merrin in New York und kam wohl erstmals im Herbst 1981 nach Europa und wurde im Museum Barbier-Mueller in Genf ausgestellt. 1991 wurde sie wohl von den Nachfahren von Josef Müller (Kunstsammler) gekauft und Teil seiner großen Sammlung überseeischer Kunst. In den folgenden 20 Jahren wurde sie als Leihgabe in unterschiedlichen Museen ausgestellt (Genf, Barcelona, Lissabon, Paris). Zuletzt war sie im Museum Barbier-Mueller in Barcelona. 2012 wurde das Museum aufgelöst und die Ausstellungsobjekte wurden 2013 von Sotheby’s in Paris versteigert. Die Statue wurde auf 220.000 bis 250.000 Euro geschätzt und ist heute in Privatbesitz.

## Opferkult
Nach Bernardino de Sahagun praktizierten die Azteken ein besonders grausames Opferritual, um Huehueteotl zu besänftigen. Dabei tanzten Kriegsgefangene gemeinsam mit den Siegern zu Ehren des Gottes. Am Tag darauf wurden sie auf die Plattform einer Pyramide gebracht, wo ein großes Feuer brannte. Priester fesselten die Gefangenen, die immerhin durch eine spezielle Rauschdroge (yauhtli) benebelt wurden, und luden sich die Last auf den Rücken. Dann tanzten sie ebenfalls um das Feuer und warfen schließlich die Gefangenen hinein. Bevor diese jedoch im Feuer starben, zogen die Priester sie wieder heraus und rissen ihnen das Herz aus dem Leib. Die Azteken glaubten, dass Huehueteotl ohne Menschenopfer Tenochtitlan mit einer Feuersbrunst bestrafen würde.